# Hugh Dane
Hugh Dane, né le 21 octobre 1942 et mort le 16 mai 2018 est un acteur américain. Il est surtout connu pour avoir joué Hank, l'agent de sécurité, dans la sitcom télévisée The Office de 2005 à 2013.

## Carrière
La carrière professionnelle de Dane a commencé par un rôle dans le jeu vidéo It Came from the Desert, en 1989, avant de jouer son premier rôle à la télévision dans un épisode en deux parties de Hunter. En 1991, Dane a joué son premier rôle au cinéma, celui d'un agent pénitentiaire dans le film policier Ricochet. Au cours des années suivantes, Dane a joué de petits rôles dans des séries télévisées populaires telles que Le Prince de Bel-Air, Cooper et nous, Incorrigible Cory, Martin, Friends, Sister, Sister, Monk et Le Monde de Riley.
Dane a reçu le plus de reconnaissance pour son rôle de Hank, le chef de la sécurité, dans The Office. Il a également joué le rôle d'un juge dans Wet Hot American Summer: First Day of Camp de Netflix.
En 1999, Dane revient au cinéma et joue dans des films tels que Restraining Order, Une virée en enfer, Reflections: A Story of Redemption, Ralph & Stanley, Beautiful Dreamer, For Heaven's Sake, Starstruck : Rencontre avec une star et Mes meilleures amies.

## Mort
Dane est décédé le 16 mai 2018, à l'âge de 75 ans, des suites d'un cancer du pancréas,.

## Filmographie

### Cinéma
| Année | Titre                                | Rôle                   | Remarques              |
| ----- | ------------------------------------ | ---------------------- | ---------------------- |
| 1991  | Ricochet                             | Agents correctionnels  |                        |
| 1999  | Restraining Order                    | DA Pringle             |                        |
| 2000  | Black Sea Raid                       | Directeur de la CIA    |                        |
| 2000  | The Visit                            | M. McDonald            |                        |
| 2001  | Une virée en enfer                   | Homme à la porte       |                        |
| 2004  | Reflections: A Story of Redemption   | Le gardien             | Court                  |
| 2005  | Ralph & Stanley                      | Willie                 | Court                  |
| 2005  | Girl on a Bed                        | Rondelle               |                        |
| 2006  | Beautiful Dreamer                    | Chester                |                        |
| 2008  | For Heaven's Sake                    | Dr Lowe                |                        |
| 2010  | Starstruck : Rencontre avec une star | Howard                 |                        |
| 2010  | Mon beau-père et nous                | Médecin                |                        |
| 2011  | Mes meilleures amies                 | Le gars erroné d'Annie |                        |
| 2019  | Rumble Strip                         | Angus                  | (rôle final au cinéma) |

### Télévision
| Année     | Titre                                      | Rôle                     | Remarques                                    |
| --------- | ------------------------------------------ | ------------------------ | -------------------------------------------- |
| 1990      | Rick Hunter                                | The Father               | 2 épisodes                                   |
| 1991–1992 | Le Prince de Bel-Air                       | Nelson / Fred Lomax Jr.  | 2 épisodes                                   |
| 1993      | Cooper et nous                             | Xavier                   | épisode : "Piano Lesson"                     |
| 1994      | Incorrigible Cory                          | Coach                    | épisode : "The B-Team of Life"               |
| 1994      | Martin                                     | Elmo                     | épisode : "Love is in Your Face: Part 2"     |
| 1995      | Friends                                    | Jim                      | épisode : "The One With The Baby On The Bus" |
| 1996      | Sister, Sister                             | Walter                   | épisode : "Big Twin on Campus"               |
| 2003      | À la Maison-Blanche                        | Judge                    | épisode : "Jefferson Lives"                  |
| 2004      | Monk                                       | Sgt. Lane                | épisode : "Mr. Monk and the Missing Granny"  |
| 2005–2013 | The Office                                 | Hank, the Security Guard | 22 épisodes                                  |
| 2006      | Tout le monde déteste Chris                | Man Drinking             | épisode : "Everybody Hates Jail"             |
| 2011      | New Girl                                   | Old Customer             | épisode : "Bad in Bed"                       |
| 2015      | Le Monde de Riley                          | Phil                     | épisode : "Girl Meets Fish"                  |
| 2015      | Wet Hot American Summer: First Day of Camp | Judge                    | épisode : "Electro/City"                     |
| 2017      | Larry et son nombril                       | Bus Passenger            | épisode : "Namaste"                          |